# باشگاه فوتبال کلبا
باشگاه فوتبال الاتحاد کلبا یک باشگاه فوتبال در شارجه امارات متحده عربی است که در لیگ برتر امارات حضور دارد.

## تاریخچه
الاتحاد کلبا در سال ۱۹۷۲ تأسیس شد، زمانی که دو باشگاه (الشباب) و ( الروبا) با (الریاضیه) ادغام شدند و الاتحاد کلبا را ایجاد کردند.

## بازیکنان برجسته
- مهدی قایدی
- شهریار مغانلو
- سامان قدوس
- والاس
- دانیل بسا
- مهند سالم

## مربیان برجسته
- فرهاد مجیدی (۲۰۲۴–۲۰۲۲)